# Pirates of the Caribbean

Logo der Filmreihe

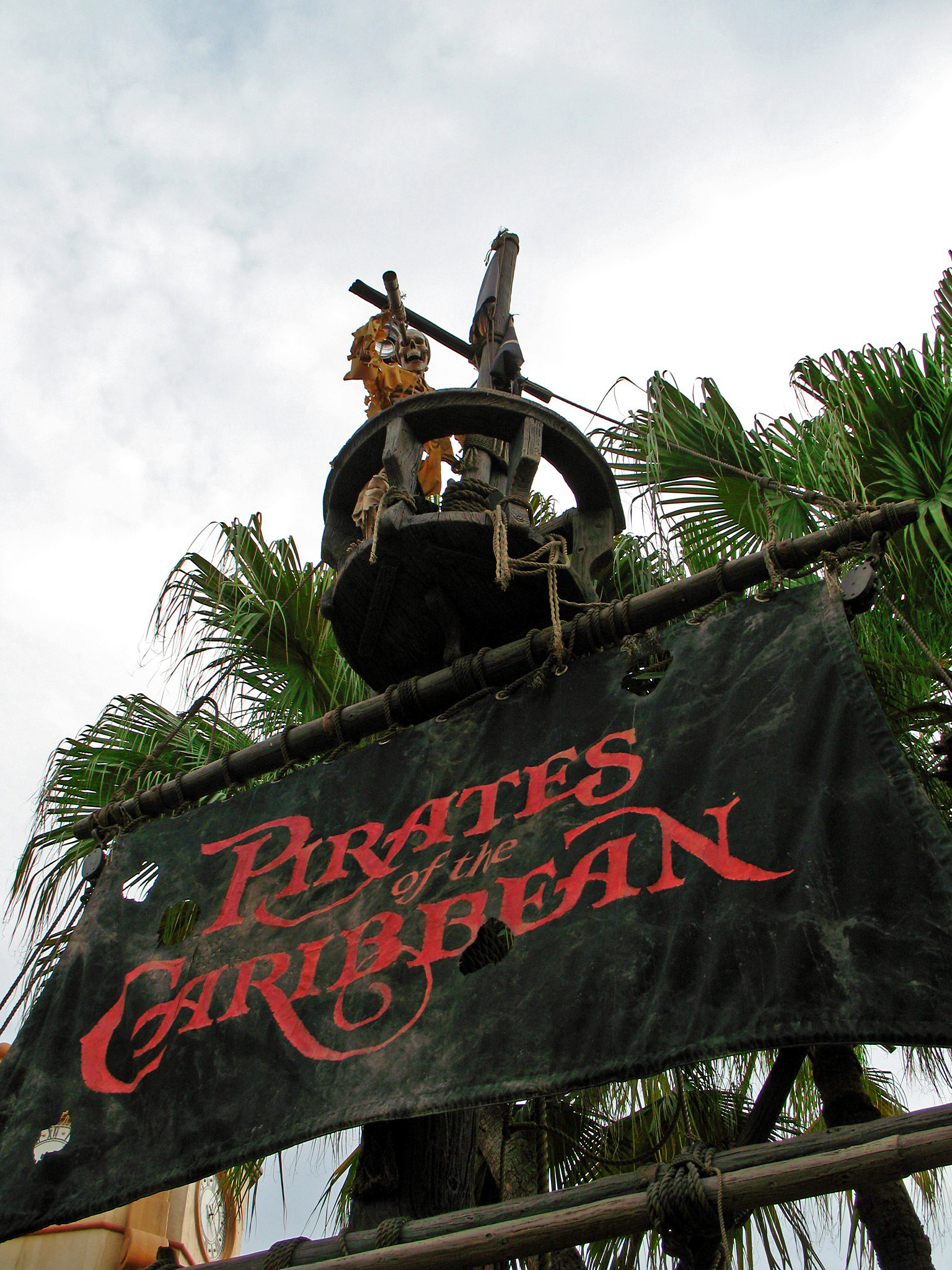
Logo der Themenfahrt

Pirates of the Caribbean („Piraten der Karibik“), deutsch auch Fluch der Karibik, ist eine US-amerikanische Piratenfilmreihe von Walt Disney Pictures, die auf der gleichnamigen Themenfahrt basiert. Zur Filmreihe sind auch viele Videospiele und zwei weitere Attraktionen in den Disney-Vergnügungsparks erschienen. In der Hauptrolle des Captain Jack Sparrow ist Johnny Depp zu sehen. Produzent der inzwischen fünfteiligen Reihe ist Jerry Bruckheimer.

## Disney-Attraktionen

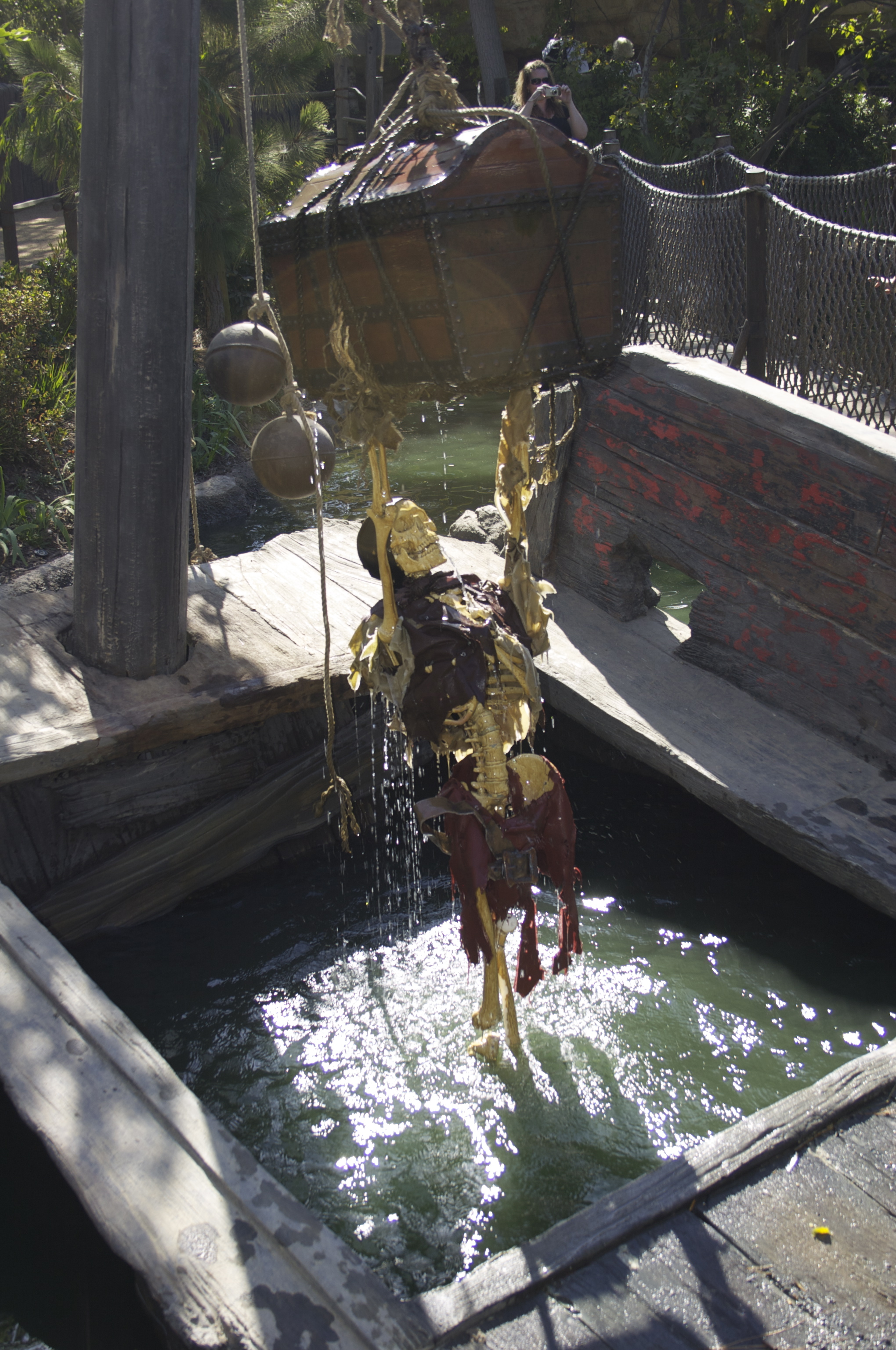
Interaktive Figur auf Tom Sawyer Island

Vorbild für die Serie war die Themenfahrt Pirates of the Caribbean in den Walt Disney Parks and Resorts. Seit der Veröffentlichung der Filme hat Disney zwei weitere Attraktionen eingeführt, die Elemente aus der Filmreihe aufgreifen: Pirate’s Lair on Tom Sawyer Island und Mickey’s Pirate and Princess Party.

### Pirates of the Caribbean
Pirates of the Caribbean ist ein Dark Ride, der seit 1968 in bislang vier Disney-Parks zu finden ist. Es gibt geringe Unterschiede, im Gesamtbild haben die Fahrten aber eine fast identische Handlung: In einer Bootsfahrt in der Karibik fährt man durch eine Lagune über ein Labyrinth zu einer Schlacht zwischen einem Piratenschiff und einem karibischen Fort.
Der Themensong Yo Ho, das später auch in allen Pirates-of-the-Caribbean-Filmen gesungen wurde, fand in der Themenfahrt seinen Ursprung. Die Attraktion ist nicht nur das Vorbild der gleichnamigen Filmreihe, sondern auch zu den ersten beiden Videospielen von Monkey Island.

### Pirate’s Lair on Tom Sawyer Island
Tom Sawyer Island (dt. Tom-Sawyer-Insel) ist eine künstliche Insel im Disneyland Kalifornien, die 1956, ein Jahr nach der Eröffnung des Parks, eingeweiht wurde. Neben der Thematisierung nach den Werken von Mark Twain enthält die Insel mit Pirate’s Lair on Tom Sawyer Island (dt. Piratenversteck auf der Tom-Sawyer-Insel) seit einer Umgestaltung im Jahr 2007 auch Elemente aus den Filmen Pirates of the Caribbean. Diese Attraktion ist auch in Magic Kingdom und im Tokyo Disneyland vorhanden.

### Mickey’s Pirate and Princess Party
Mickey’s Pirate and Princess Party (dt. Mickeys Piraten- und Prinzessinnenfest) ist ein Event, das seit 2007 in den Monaten Januar bis Juni im Walt Disney World Resort veranstaltet wird. Seit 2011 wird es auch im Disneyland Resort Paris in gekürzter Version durchgeführt. Neben den Piraten basiert die Veranstaltung thematisch auch auf den verschiedenen Prinzessinnen Disneys, viele Kinder verkleiden sich entweder als Piraten oder als Prinzessin. Verschiedene Inseln, die Adventureland, Liberty Square, Fantasyland, Tomorrowland und Mickey’s Toontown Fair heißen, werden aufgebaut.

## Filmreihe

### Überblick
| Nr. | Premiere      | Deutscher Titel                                | Originaltitel                                          | Regie                            | Drehbuch                                                       |
| --- | ------------- | ---------------------------------------------- | ------------------------------------------------------ | -------------------------------- | -------------------------------------------------------------- |
| 1   | 28. Juni 2003 | Fluch der Karibik                              | Pirates of the Caribbean: The Curse of the Black Pearl | Gore Verbinski                   | Ted Elliott & Terry Rossio Story: Stuart Beattie & Jay Wolpert |
| 2   | 24. Juni 2006 | Pirates of the Caribbean – Fluch der Karibik 2 | Pirates of the Caribbean: Dead Man’s Chest             | Gore Verbinski                   | Ted Elliott & Terry Rossio                                     |
| 3   | 19. Mai 2007  | Pirates of the Caribbean – Am Ende der Welt    | Pirates of the Caribbean: At World’s End               | Gore Verbinski                   | Ted Elliott & Terry Rossio                                     |
| 4   | 7. Mai 2011   | Pirates of the Caribbean – Fremde Gezeiten     | Pirates of the Caribbean: On Stranger Tides            | Rob Marshall                     | Ted Elliott & Terry Rossio                                     |
| 5   | 11. Mai 2017  | Pirates of the Caribbean: Salazars Rache       | Pirates of the Caribbean: Dead Men Tell No Tales       | Joachim Rønning & Espen Sandberg | Jeff Nathanson Story: Terry Rossio                             |

Die vorige Liste soll einen Überblick über die jeweiligen Filme bieten. Bis auf den vierten Film, der auf Tim Powers Roman In fremderen Gezeiten basiert, hat kein Film eine Vorlage.

### Handlung
Im Folgenden wird ein Überblick über die Handlung der einzelnen Filme gegeben. Für eine ausführliche Zusammenfassung siehe die jeweiligen Hauptartikel. Die fiktive Handlung spielt im 18. Jahrhundert und bezieht sich immer wieder lose auf bestehende Mythen sowie reale Orte und Organisationen wie etwa die Britische Ostindien-Kompanie. Die Welt wird beherrscht vom britischen Empire, während die Piraten den Freiheitskampf gegen die Eliten repräsentieren.

#### Fluch der Karibik
Vorgeschichte:

Durch eine Meuterei hat Captain Jack Sparrow sein Piratenschiff, die Black Pearl, verloren und wurde auf einer kleinen Insel ausgesetzt. Hector Barbossa wurde der neue Piratenkapitän. Auf einer Insel hatten die Piraten einen Schatz gefunden, auf dem ein Fluch lag. Er machte seine Besitzer zu Untoten. Sie werden unter dem Mondlicht zu Skeletten, bis der Schatz vollständig an den Fundort zurückgebracht ist und alle einen Blutpreis gezahlt haben. Als die Piraten das merken, bringen sie den Schatz zurück, allerdings fehlt eine Münze, die der mittlerweile verstorbene Pirat William Turner seinem gleichnamigen Sohn hinterlassen hat, der die Münze als Medaillon trägt.
An dieser Stelle setzt der Film ein.
Der kleine William Turner wird eines Tages schiffbrüchig von einem britischen Kriegsschiff gerettet. Elizabeth Swann, die Tochter des Gouverneurs, stiehlt dem bewusstlosen Will das Medaillon.
Acht Jahre später leben beide im karibischen Hafen Port Royal, als dort Jack Sparrow auftaucht und, als Pirat enttarnt, gefangen genommen wird. In derselben Nacht kommt die Black Pearl nach Port Royal und entführt Swann wegen des Medaillons. Turner will sie wiederfinden und befreit daher Sparrow im Glauben daran, dass dieser ihm hilft. Zusammen segeln sie zur Schatzinsel, wo das Medaillon und Swanns Blut den Fluch lösen sollen. Allerdings kann nur das Blut eines Beteiligten den Fluch lösen (bzw. eines Blutsverwandten). Somit ist William Turner die gesuchte Person. Um Swann zu retten, gibt sich Turner als der Gesuchte zu erkennen und wird statt Swann entführt. Sparrow und Swann werden auf einer einsamen Insel ausgesetzt.
Sie werden von einem britischen Schiff, das die Black Pearl jagt, entdeckt und gerettet. Doch statt seinen Rettern zu helfen, verrät Sparrow die Briten und wird dafür von der Black Pearl aufgenommen. Während der Schlacht mit dem britischen Schiff kann Will das Medaillon zum Schatz zurücklegen. Das bricht den Fluch, und die Piraten werden wieder sterblich. Sparrow kann somit Barbossa im Kampf töten und wird erneut Kapitän. Aber die Piraten ergeben sich den Briten und werden gefangen genommen. Jack soll hingerichtet werden, wird aber von Swann und Turner unter dem Galgen gerettet und kann fliehen.

#### Fluch der Karibik 2 und Am Ende der Welt
Während ihrer Hochzeitsfeier in Port Royal werden Swann und Turner von Lord Cutler Beckett verhaftet und sollen gehängt werden, weil sie Jack Sparrow zur Flucht verholfen haben. Allerdings verspricht er ihnen die Freiheit, wenn sie Sparrows mysteriösen Kompass finden, der immer in die Richtung des meistgewünschten Objekts des Besitzers zeigt.
Gleichzeitig sucht Sparrow nach dem Herz von Davy Jones, der sich mit seiner Mannschaft um die Toten auf hoher See kümmern sollte. Er will ihn töten, da er ihm die Crewmitgliedschaft versprochen hat. Als er von Swann und Turner entdeckt wird, erfahren sie von der ehemaligen Ehefrau Jones’, Tia Dalma alias der Meeresgöttin Calypso, dass sich Jones’ Herz in einer Truhe befindet. Daraufhin entwendet Turner ihm auf der Flying Dutchman, Jones’ Schiff, den Schlüssel, entdeckt dort aber auch seinen eigenen Vater und verspricht ihm, ihn zu befreien, indem er in Jones’ Herz sticht. Währenddessen findet Sparrow dank Swann den Aufenthaltsort der Truhe heraus und nimmt James Norrington, einen ehemaligen Kommodore der Royal Navy, in seine Mannschaft auf.
Auf der Isla Cruces kommt es zu einem Konflikt zwischen Turner, Sparrow und Norrington, die Unterschiedliches mit dem Herz vorhaben. Letztlich gelingt es Norrington, Beckett das Herz auszuliefern, während Sparrow und Turner vor der herannahenden Besatzung der Flying Dutchman zur Besatzung der Black Pearl fliehen. Dort treffen sie aber auf einen von Jones gerufenen Riesenkraken, der Sparrow töten soll. Damit er die anderen nicht mit in das Reich von Jones reißt, wird Sparrow von Swann an sein Schiff gekettet, während die anderen zu Tia Dalma fliehen, welche ihnen sagt, wie sie ins Reich von Jones kommen können, um Jack zurückzuholen. Dabei stellt sie ihnen den zuvor von Sparrow erschossenen Barbossa als Kapitän zur Verfügung. Um das Kartenmaterial für Jones’ Reich und ein Schiff mit Besatzung zu erhalten, reist er mit Will und Swann nach Singapur, damit sie diese vom Piratenfürsten Sao Feng erhalten. Nach dieser Aktion und Sparrows Rückkehr zu den Lebenden trifft die Besatzung erneut auf Feng sowie Lord Beckett, und es entsteht ein Streit, in dessen Folge Feng Swann entführt, da er in ihr die Meeresgöttin Calypso sieht. Nach einem Angriff der Flying Dutchman stirbt Feng und ernennt Swann zur Piratenfürstin. Daher kann sie an der Versammlung der Piratenfürsten teilnehmen und wird dort zur Piratenkönigin gewählt. Dabei entscheidet sie, sowohl gegen Jones als auch gegen Beckett in den Krieg zu ziehen. Zur selben Zeit fährt Beckett mit der Endeavour aus, um die Piraten zu bekämpfen.
Auf der Black Pearl wird durch ein Ritual Calypso aus dem Körper von Dalma befreit. Dabei erfährt sie von Turner, dass sie ihren Körper von Jones erhielt. Ihr wird ihr Verrat klar, und vor Wut verursacht sie einen Riesenstrudel, in welchen sowohl die Black Pearl als auch die Flying Dutchman hineingeraten, während sich die Besatzungen der Flotten eine Schlacht liefern. Während der Schlacht werden Turner und Swann von Barbossa getraut. Letztlich kann Jones Turner ein Schwert in die Brust stoßen, doch nahezu zeitgleich sticht Turner mit Sparrow’s Hilfe in das Herz von Jones, sodass Turner am Leben bleibt, er Kapitän der Flying Dutchman wird und der Strudel aufhört. Beide Schiffe ziehen gegen die herannahende Endeavour in den Kampf und versenken sie. Swann und Turner, der als Nachfolger von Davy Jones nur noch alle zehn Jahre für einen Tag das Festland betreten darf, zeugen zusammen einen Nachkommen.

#### Fremde Gezeiten
Der spanische König erfährt von der Quelle der ewigen Jugend. Man müsse deren Wasser mit zwei speziellen Kelchen auffangen, aus denen zwei verschiedene Personen trinken müssten. In einem Kelch muss dabei die Träne einer Meerjungfrau enthalten sein. Die Person, die vom Kelch mit der Träne trinkt, erhält dabei das Leben der Person, die aus dem anderen Kelch trinkt.
Der britische König Georg II. bittet Sparrow, für ihn die Quelle der ewigen Jugend zu finden. Als er dort jedoch auf den nun für die britische Flotte arbeitenden Barbossa trifft, der durch Blackbeard sein Bein und die Black Pearl verloren hat, lehnt Sparrow des Königs Angebot ab und flieht. Dabei trifft er auf seine ehemals Geliebte Angelica und wird von ihr auf die Queen Anne’s Revenge entführt, dessen Kapitän ihr Vater Blackbeard ist. Auch er sucht nach der Quelle der ewigen Jugend. Etwa gleichzeitig erfahren die Spanier, Blackbeard und die Briten von der Position der Quelle.
Blackbeard entführt gewaltsam eine Meerjungfrau und bringt sie zur Insel, auf der sich die Quelle der ewigen Jugend befindet. Dort entlockt Blackbeard der Meerjungfrau eine Träne, während Sparrow die Kelche vom Lager der Spanier klaut. Bei der Quelle angekommen, kommt es zum Kampf zwischen Briten, Blackbeard und den Spaniern, die die Quelle zerstören wollen. Im Gefecht werden Blackbeard und Angelica tödlich verwundet. Sparrow füllt die Kelche mit dem Wasser aus der Quelle. Er bringt durch einen Trick Blackbeard dazu, aus dem Kelch ohne Träne zu trinken, und gibt Angelica, die sich für ihren Vater opfern wollte, den Becher mit der Träne.
Nach dem Tod Blackbeards wird Barbossa Kapitän der Queen Anne’s Revenge. Sparrow lässt Angelica alleine auf einer einsamen Insel zurück und überlegt sich, wie er die Miniaturausgabe der Black Pearl befreien kann.

#### Salazars Rache
Sparrow hat in jungen Jahren den Kapitän Armando Salazar mit seiner Mannschaft in das Teufelsdreieck gesteuert, wodurch diese mit einem Fluch belegt wurden. Erst dadurch, dass Sparrow seinen Kompass abgab, konnten sie als Untote auf Rache gegen Sparrow sinnen und das Teufelsdreieck verlassen.
Mit Hilfe der Astronomin Carina Smiths, die gemeinsam mit dem Sohn von William Turner (Henry Turner) den Dreizack des Poseidon finden möchte und sich dabei auf Galileis Tagebuch stützt, finden sie den Dreizack, treffen jedoch auf Salazar und Sparrow.
Barbossa, der mittlerweile reich und wohlhabend geworden ist, unterstützt Carina, die sich als seine Tochter herausstellt. Der Dreizack wird zerstört, wodurch alle Flüche der Meere aufgehoben werden.
Barbossa opfert sich, um Salazar und seine Mannen zu vernichten. Henry Turner heiratet Carina und Sparrow segelt auf seiner befreiten Black Pearl wieder auf den Meeren.

### Thematik
Aus einem historischen Blickwinkel setzt die Reihe im Goldenen Zeitalter der Piraterie an, freilich hat die Reihe keinen Anspruch auf historische Richtigkeit.
Der zweite, dritte und vierte Teil knüpfen zu Beginn oder während ihrer Handlung an die vorgehenden Teile an, der fünfte Teil bezieht sich immer wieder auf die Thematik von Teil zwei und drei.
Der Film behandelt neben dem Piratenmythos u. a. die Themen Tod und Unsterblichkeit. So ist im ersten Teil die Besatzung des Piratenschiffs Black Pearl von aztekischen Göttern mittels Gold verflucht worden, wodurch sie nicht sterben kann. Im zweiten und dritten Teil ist die Mannschaft der Flying Dutchman, die bis zu dem Tod Davy Jones’ im dritten Teil unter dessen Kommando steht, unsterblich. In Pirates of the Caribbean – Fremde Gezeiten, dem vierten Teil der Reihe, versucht dann Blackbeard durch die Suche nach dem Jungbrunnen dieses Ziel zu erreichen und im fünften Teil sind Kapitän Salazar und seine Crew untot und jagen Sparrow.

### Stab
Da der zweite und dritte Teil der Reihe aus Budgetgründen gleichzeitig gedreht wurden, ist dort der identische Filmstab vorhanden.
| Nr. | Titel                                          | Regie                           | Drehbuch                                               | Produktion        | Musik         | Kamera         | Schnitt                                       |
| --- | ---------------------------------------------- | ------------------------------- | ------------------------------------------------------ | ----------------- | ------------- | -------------- | --------------------------------------------- |
| 1   | Fluch der Karibik                              | Gore Verbinski                  | Ted Elliott, Terry Rossio, Stuart Beattie, Jay Wolpert | Jerry Bruckheimer | Klaus Badelt  | Dariusz Wolski | Stephen E. Rivkin, Arthur Schmidt, Craig Wood |
| 2   | Pirates of the Caribbean – Fluch der Karibik 2 | Gore Verbinski                  | Ted Elliott, Terry Rossio                              | Jerry Bruckheimer | Hans Zimmer   | Dariusz Wolski | Craig Wood, Stephen E. Rivkin                 |
| 3   | Pirates of the Caribbean – Am Ende der Welt    | Gore Verbinski                  | Ted Elliott, Terry Rossio                              | Jerry Bruckheimer | Hans Zimmer   | Dariusz Wolski | Craig Wood, Stephen E. Rivkin                 |
| 4   | Pirates of the Caribbean – Fremde Gezeiten     | Rob Marshall                    | Ted Elliott, Terry Rossio                              | Jerry Bruckheimer | Hans Zimmer   | Dariusz Wolski | David Brenner, Michael Kahn, Wyatt Smith      |
| 5   | Pirates of the Caribbean: Salazars Rache       | Joachim Rønning, Espen Sandberg | Jeff Nathanson                                         | Jerry Bruckheimer | Geoff Zanelli | Paul Cameron   | Roger Barton, Leigh Folsom Boyd               |

### Figuren

#### Überblick der Figuren und Besetzung
Aus der Liste geht hervor, dass vor allem zwischen dem dritten und dem vierten Teil eine große Personalveränderung stattfand.
| Rolle                                | Film                      | Film                | Film                         | Film                        | Film                | Synchronsprecher/in                 |
| ------------------------------------ | ------------------------- | ------------------- | ---------------------------- | --------------------------- | ------------------- | ----------------------------------- |
| Rolle                                | Fluch der Karibik         | Fluch der Karibik 2 | Am Ende der Welt             | Fremde Gezeiten             | Salazars Rache      | Synchronsprecher/in                 |
| Captain Jack Sparrow                 | Johnny Depp               | Johnny Depp         | Johnny Depp                  | Johnny Depp                 | Johnny Depp         | Marcus Off (1–3) David Nathan (4–5) |
| Captain Hector Barbossa              | Geoffrey Rush             | Geoffrey Rush       | Geoffrey Rush                | Geoffrey Rush               | Geoffrey Rush       | Martin Umbach                       |
| Joshamee Gibbs                       | Kevin McNally             | Kevin McNally       | Kevin McNally                | Kevin McNally               | Kevin McNally       | Bert Franzke                        |
| Captain Will Turner                  | Orlando Bloom             | Orlando Bloom       | Orlando Bloom                |                             | Orlando Bloom       | Matthias Deutelmoser                |
| Captain Elizabeth Swann              | Keira Knightley           | Keira Knightley     | Keira Knightley              |                             | Keira Knightley     | Giuliana Jakobeit                   |
| James Norrington                     | Jack Davenport            | Jack Davenport      | Jack Davenport               |                             |                     | Thomas Nero Wolff                   |
| Gouverneur Weatherby Swann           | Jonathan Pryce            | Jonathan Pryce      | Jonathan Pryce               |                             |                     | Lutz Riedel                         |
| Pintel                               | Lee Arenberg              | Lee Arenberg        | Lee Arenberg                 |                             |                     | Jan Spitzer                         |
| Ragetti                              | Mackenzie Crook           | Mackenzie Crook     | Mackenzie Crook              |                             |                     | Stefan Krause                       |
| Marty                                | Martin Klebba             | Martin Klebba       | Martin Klebba                |                             | Martin Klebba       | Michael Iwannek                     |
| Cotton                               | David Bailie              | David Bailie        | David Bailie                 |                             |                     |                                     |
| Scarlett                             | Lauren Maher              | Lauren Maher        | Lauren Maher                 |                             |                     | Sonja Spuhl                         |
| Giselle                              | Vanessa Branch            | Vanessa Branch      | Vanessa Branch               |                             |                     |                                     |
| Lieutenant Commander Theodore Groves | Greg Ellis                |                     | Greg Ellis                   | Greg Ellis                  |                     | Nicolas Böll                        |
| Murtogg                              | Giles New                 |                     | Giles New                    |                             | Giles New           | Gerald Schaale                      |
| Mullroy                              | Angus Barnett             |                     | Angus Barnett                |                             | Angus Barnett       | Stefan Fredrich                     |
| Lieutenant Gillette                  | Damian O’Hare             |                     |                              | Damian O’Hare               |                     | Viktor Neumann                      |
| Anamaria                             | Zoë Saldaña               |                     |                              |                             |                     | Tanja Geke                          |
| Bo’sun                               | Isaac C. Singleton junior |                     |                              |                             |                     | Tilo Schmitz                        |
| Koehler                              | Treva Etienne             |                     |                              |                             |                     | Erich Räuker                        |
| Captain Davy Jones                   |                           | Bill Nighy          | Bill Nighy                   |                             |                     | Hans-Jürgen Dittberner              |
| Lord Cutler Beckett                  |                           | Tom Hollander       | Tom Hollander                |                             |                     | Axel Malzacher                      |
| Tia Dalma (Calypso)                  |                           | Naomie Harris       | Naomie Harris                |                             |                     | Vera Teltz                          |
| Stiefelriemen-Bill Turner            | nur erwähnt               | Stellan Skarsgård   | Stellan Skarsgård            |                             |                     | Roland Hemmo                        |
| Ian Mercer                           |                           | David Schofield     | David Schofield              |                             |                     | Ernst Meincke                       |
| Maccus                               |                           | Dermot Keaney       | Dermot Keaney                |                             |                     | Axel Lutter                         |
| Captain Sao Feng                     |                           |                     | Chow Yun-Fat                 |                             |                     | Leon Boden                          |
| Captain Teague                       |                           |                     | Keith Richards               | Keith Richards              |                     | Reiner Schöne                       |
| Angelica                             |                           |                     |                              | Penélope Cruz / Mónica Cruz |                     | Claudia Lössl                       |
| Blackbeard                           |                           |                     |                              | Ian McShane                 |                     | Klaus-Dieter Klebsch                |
| Scrum                                |                           |                     |                              | Stephen Graham              | Stephen Graham      | Olaf Reichmann                      |
| Philip Swift                         |                           |                     |                              | Sam Claflin                 |                     | Norman Matt                         |
| Cabin-Boy                            |                           |                     |                              | Robbie Kay                  |                     | Nico Mamone                         |
| Syrena                               |                           |                     |                              | Àstrid Bergès-Frisbey       |                     | Anna Grisebach                      |
| The Spaniard                         |                           |                     |                              | Óscar Jaenada               |                     | Tobias Kluckert                     |
| Ferdinand VI.                        |                           |                     |                              | Sebastian Armesto           |                     | Nico Mamone                         |
| George II.                           |                           |                     |                              | Richard Griffiths           |                     | Wolfgang Völz                       |
| Henry Pelham                         |                           |                     |                              | Roger Allam                 |                     | Helmut Gauß                         |
| John Carteret, 2. Earl Granville     |                           |                     |                              | Anton Lesser                |                     | Wolfgang Ziffer                     |
| Blackbeards Quartiermeister          |                           |                     |                              | Ian Mercer                  |                     | Karl Schulz                         |
| Gunner                               |                           |                     |                              | Deobia Oparei               |                     | Tilo Schmitz                        |
| Gahreng                              |                           |                     |                              | Yuki Matsuzaki              |                     |                                     |
| Tamara                               |                           |                     |                              | Gemma Ward                  |                     | Ricarda Kinnen                      |
| Salaman                              |                           |                     |                              | Paul Bazely                 |                     |                                     |
| Derrick                              |                           |                     |                              | Martin Thompson             |                     |                                     |
| Captain Armando Salazar              |                           |                     |                              |                             | Javier Bardem       | Carlos Lobo                         |
| Carina Smyth                         |                           |                     |                              |                             | Kaya Scodelario     | Maximiliane Häcke                   |
| William „Henry“ Turner               |                           |                     | Dominic Scott Kay (Endszene) |                             | Brenton Thwaites    | Max Felder                          |
| Cremble                              |                           |                     |                              |                             | Adam Brown          | Nic Romm                            |
| Onkel „Jack“                         |                           |                     |                              |                             | Paul McCartney      | Michael Tietz                       |
| Shansa                               |                           |                     |                              |                             | Golshifteh Farahani | Sanam Afrashteh                     |
| John Scarfield                       |                           |                     |                              |                             | David Wenham        | Sven Hasper                         |

#### Hauptfiguren

##### Jack Sparrow

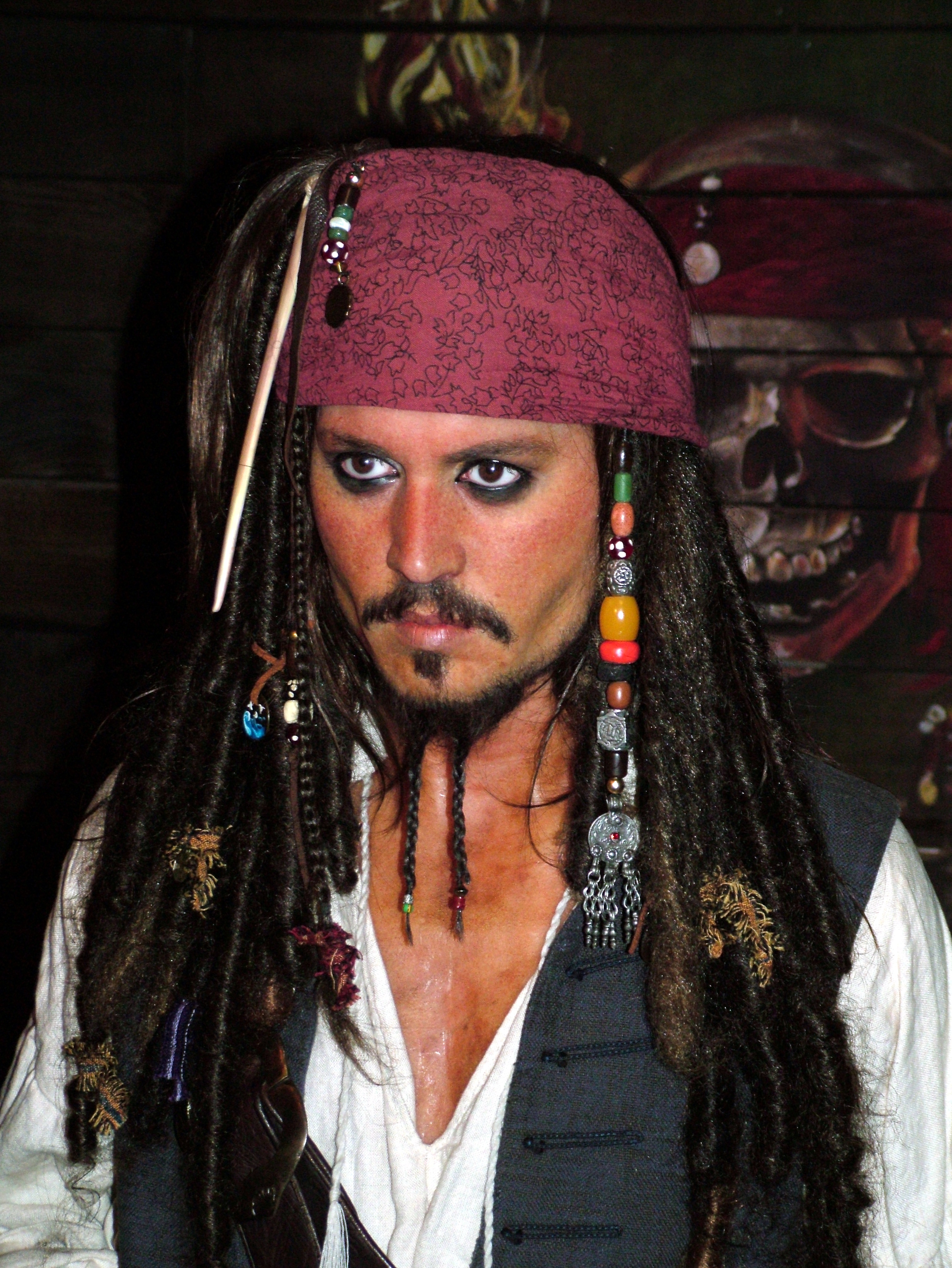
Jack Sparrow im Madame Tussauds (London)

Jack Sparrow ist ein exzentrischer Pirat, der oft auf hinterhältige und egoistische Art versucht, sich selbst (auf Kosten anderer) zu retten, wenn er auch in seltenen Fällen moralisch und ehrlich handelt. Durch die allgemein gelobte Darstellung des Piraten durch den Schauspieler Johnny Depp wurde Sparrow zu einer weltweit bekannten Filmfigur. Die Figur tritt in allen fünf Filmen auf.
Sparrow wurde Pirat, nachdem Lord Cutler Beckett ihn als solchen hat brandmarken lassen, da er mit einem solchen Mal kaum mehr ehrlichen Geschäften nachgehen kann. Er scheint die Piraterie nicht aus Geld- oder Überlebenssorgen, sondern eher aus Spaß und der Liebe zur See zu betreiben. Nach den Drehbuchautoren Terry Rossio und Ted Elliott ist Jack Sparrow ein Gauner, der Verstand und Verrat nutzt, um seine Ziele zu erreichen. Wenn er geht, sieht es stets so aus, als sei er leicht angetrunken, was durch die verwaschene Sprache und ausladenden Handbewegungen auch unterstützt wird. Will Turner meint zunächst, Jack leide an den Folgen eines Hitzschlages, merkt später aber an, dass Sparrow seine Aktionen sehr wohl plant. Diese Taktik trägt ihm den bewundernden Kommentar von Lieutenant Groves ein, der Cutler Beckett fragt: „Meint Ihr, er hat das alles so geplant, oder nimmt er es, wie es kommt?“
Sparrow bevorzugt üblicherweise gewaltlose Verhandlungen. Seine Gegner – sowohl seine Feinde als auch (wenn es ihm als zweckmäßig erscheint) seine Freunde – spielt er gegeneinander aus. Dabei nutzt er geschickt seine Fähigkeit, sein Gegenüber durch konfuse Worte zu verwirren. Er beruft sich auf das Recht zu verhandeln und versucht (in der Regel erfolgreich), seine Feinde damit von ihren mörderischen Absichten abzubringen und ihnen den größeren Zusammenhang nahezubringen. Sparrow liebt nichts mehr als sein Schiff Black Pearl, das von Lord Beckett versenkt, später aber von Davy Jones wieder geborgen wurde und später von Blackbeard erneut versenkt. Im ersten Teil und der dazugehörigen Vorgeschichte zeigt er auch eine partiell vorhandene Rachsucht, da er eine einzelne Pistolenkugel mit dem Schwur aufbewahrte, Hector Barbossa damit zu ermorden, was ihm nach zehn Jahren auch gelingt.
Vorlage für die Figur des Jack Sparrow ist der jüdische Pirat Jean Lafitte.

##### William „Will“ Turner
William Turner II ist der Sohn von William „Stiefelriemen-Bill“ Turner und eine Hauptfigur der Filmreihe. Er wuchs mit seiner Mutter in England auf und glaubte, sein Vater arbeite in der Karibik für die Handelsmarine (East India Trading Company, EITC). Als die Mutter starb, reiste er selbst in die Neue Welt, um seinen Vater zu suchen, der ihm kurz zuvor ein Goldstück geschickt hat (eine der 882 verfluchten Münzen aus dem Aztekenschatz des Cortes). Das Überfahrtsschiff Princess wurde jedoch von Hector Barbossa angegriffen, und Will erlitt Schiffbruch, wird jedoch von der Dauntless aufgefischt und nach Jamaika gebracht.
In Port Royal wurde Will von Mr. Brown zum Waffenschmied ausgebildet. Er verliebte sich auch in Elizabeth Swann, wusste jedoch, dass sein Stand es ihm nie erlauben würde, sie zu heiraten. Als Elizabeth von Barbossa entführt wurde, bricht er jedoch seinen Eid, nie etwas mit Piraten zu tun haben zu wollen, und befreit Jack Sparrow aus dem Gefängnis, um sie zu retten. Die beiden kapern die Interceptor und können Elizabeth schließlich befreien. Elizabeth wendet sich daraufhin von James Norrington ab, um ihr Leben mit Will zu verbringen. Gouverneur Swann akzeptiert diese Wahl und lässt Gnade vor Recht ergehen, als Turner Sparrow ein weiteres Mal vor dem Galgen bewahrt.
Will Turner ist ein relativ zurückhaltender, bescheidener Mann, der jedoch gewaltigen Mut aufbringen kann. Um Menschen zu retten, die ihm nahestehen, bricht er – wenn auch ungern – das Gesetz und riskiert sein eigenes Leben. Turner agiert nie eigennützig oder egoistisch. Will ist sich in den beiden Fortsetzungen der Serie uneinig, ob er seine Aufmerksamkeit eher Elizabeth oder seinem Vater widmen soll, die beide einer Rettung bedürfen. Im dritten Teil geht er einen geheimen Handel mit Sao Feng ein, da er die Black Pearl nur benutzen will, um seinen Vater zu befreien. Als dies keine Früchte trägt und Sparrow ihn einsperren lässt, desertiert Turner zur EITC und legt eine Spur aus treibenden Fässern, auf denen Leichen festgeschnallt sind. Dies soll Lord Beckett den Weg zur Schiffbruchs-Bucht weisen.
Als Turner von Sparrow über Bord geworfen und von der Endeavour aufgefischt wird, übergibt er Lord Beckett Sparrows magischen Kompass. Auf der Sandbank vor der Schiffbruchsinsel wird er wieder gegen Sparrow eingetauscht und kämpft in der folgenden Schlacht auf Seiten der Piraten. Im Kampfgetümmel werden er und Elizabeth auch verheiratet. Kurz darauf stirbt er auf der Flying Dutchman, da Davy Jones ihm seinen Degen in die Brust rammt, nur um zu beweisen, wie grausam er sein kann. Sparrow rettet ihn, indem er mit Turners Hand den Dolchstoss in Jones’ Herz durchführt. Turner wird dadurch der unsterbliche Kapitän der Dutchman und muss sich der gleichen Aufgabe widmen, die Davy Jones hätte erledigen sollen: Die verstorbenen Seelen in das Reich der Toten zu geleiten. Das Schiff löst sich kurz darauf von sämtlichen Ablagerungen von Meeresgetier, und auch die Besatzung erhält ihr menschliches Aussehen zurück. Turner muss nun sein Herz herausschneiden und darf nur noch einmal alle zehn Jahre an Land. Bevor er endgültig auf die Dutchman geht, zeugt er mit Elizabeth einen Sohn, der ihn zehn Jahre später mit seiner Mutter an der Küste stehend erwartet.

##### Elizabeth Swann
Elizabeth Swann ist die Tochter von Weatherby Swann. Geboren in England, zog sie mit ihren Eltern nach Jamaika. Auf dieser Reise verlor sie ihre Mutter und fing an, vom Piratenleben zu träumen. Ihr Vater wurde in Jamaika während Elizabeths zwölftem Lebensjahr Gouverneur. Sie freundete sich in jungen Jahren mit William „Will“ Turner an, den sie auf der Fahrt nach Port Royal kennenlernte und später, gegen den Willen des eigenen Vaters, der den Navy-Offizier James Norrington bevorzugte, heiraten will. Weil sie Jack Sparrow im Verlauf der Handlung vor der Hinrichtung bewahrt, wird Elizabeth Swann wegen Hochverrats während ihrer Hochzeit mit Will Turner mit ihm selbst zum Tode verurteilt, kann aber Lord Beckett überzeugen, sie am Leben zu lassen, und geht mit Will zur Crew der Black Pearl über. Dort wird Elizabeth infolge eines Streits vom Piratenfürsten Sao Feng entführt und tritt nach dessen Tod seine Erbschaft an. Dabei wird sie Kapitänin der Empress, zur Piratenfürstin von Singapur und dem Südchinesischen Meer und später, in dessen Folge, zur Piratenkönigin. Während einer Seeschlacht wird sie mit Will Turner von Hector Barbossa getraut, und sie bekommt ein Kind mit dem Namen Henry Turner. und zieht diesen am Festland, fern vom Piratenleben und ihrem Ehemann, auf.
Elizabeths Persönlichkeit zeichnet sich darin aus, dass sie extrem rebellisch ist und rasche Fortschritte aufweist. Sie entwickelt sich von einer anmutigen, aber zurückhaltenden Frau zu einer wahren und mutigen Piratin. Obwohl sie vom Piratenleben träumte, ist sie oft von dessen aggressiver und wilder Natur abgestoßen. Als sie selbst eine Piratin geworden ist, behält sie ihren Sinn für Anstand und ihre Loyalität und Leidenschaft für jene, die sie liebt.
Als Waffen benutzt Swann zumeist Alltagsgegenstände; später fängt sie jedoch auch an, ein Arsenal an Schusswaffen und Handgranaten mit sich zu tragen. Elizabeth beweist Geschicklichkeiten beim Ablenken von Männern: So zeigt sie eine Zuneigung zu Jack Sparrow, fesselt ihn dabei jedoch hinterhältig an die Black Pearl, damit sie sich und die restliche Besatzung der Black Pearl vor dem Tod bewahren kann. Elizabeth kommt in den ersten drei Filmen der Reihe vor und hat einen kurzen Auftritt am Ende des fünften Films.

##### Hector Barbossa
Captain Hector Barbossa ist ein erbitterter Gegenspieler Jack Sparrows, und obwohl er im zweiten Teil kaum auftaucht, kann er zu den Protagonisten gezählt werden. Er ist einer der neun Piratenfürsten und Herrscher über das Kaspische Meer.
Barbossa war Pferdehändler in Osteuropa, ehe er zur See fuhr. Er ist geschickt im Umgang mit dem Degen, hat ein düsteres und unheimliches Auftreten und liebt grüne Äpfel. Der Kapuzineraffe „Jack“ ist sein ständiger Begleiter.
Barbossa diente als Bootsmann unter Jack Sparrow, nutzte dies jedoch, um eine Meuterei anzuzetteln und selbst zum Kapitän zu werden. Er und seine Besatzung raubten den verdammten Goldschatz der Isla de Muerta, was einen Fluch über das gesamte Schiff legte. Von Stund an war die Mannschaft zwar unsterblich, konnte ohne Empfindungen aber auch kein Vergnügen mehr empfinden. Deswegen beginnen Barbossa und seine Mannschaft, nach den verbliebenen Goldmünzen zu suchen, um den Fluch zu brechen, und hinterlassen dabei eine blutige Spur.
Hector Barbossa schreckt weder davor zurück, Jack Sparrow auf einer einsamen Insel auszusetzen, noch „Stiefelriemen-Bill“ zu einem Leben voller Qualen auf dem Meeresgrund zu verdammen. Außerdem entführt er Elizabeth Swann in Port Royal, da er sie für das Ritual benötigt, das den Fluch brechen kann.
Barbossa verstirbt am Ende des ersten Teils auf der Isla de Muerta, als Jack Sparrow ihm ins Herz schießt und Will Turner gleichzeitig den Fluch aufhebt, wodurch Barbossa wieder sterblich wird. Sein Leichnam wird im Verlauf des zweiten Teils von Tia Dalma mit einem Ritual wiederbelebt, welches dem Zuschauer verborgen bleibt. Barbossa soll helfen, denselben Prozess bei Jack Sparrow durchzuführen, indem er die Gruppe leitet, das bis ans Ende der Welt und ins Totenreich segeln will, um Jack zurückzuholen.
Zwischen Barbossa und Sparrow herrscht während des gesamten dritten Films ein für den Zuschauer eher amüsanter Streit um das Kommando über die Black Pearl. Barbossa will seinen alten Gegner überzeugen, an einem Treffen des Hohen Rates teilzunehmen, welchen er einberufen hat. Barbossa will dem Rat vorschlagen, die Göttin Calypso zu befreien und sie als Verbündete im Kampf gegen Davy Jones zu erhoffen. Als es so weit ist, wird der Vorschlag jedoch fast einstimmig abgelehnt. Einzig der spanische Pirat Eduardo Villanueva sowie einige Anhänger des verstorbenen Sao Fengs stimmen zu. Dennoch nimmt Barbossa Jack dessen Acht-Reales-Münze ab und nutzt sie, wie auch persönliche Utensilien der restlichen Piratenfürsten, um Calypso zu befreien. Zuerst scheint es, als ob das Ritual keine Wirkung zeige, von einer riesigen Menge an schiffsüberschwemmenden Krabben abgesehen, doch im Verlauf der Schlacht steht Calypso den Piraten dennoch zur Seite.
Barbossa führt während des Kampfes das Steuer der Black Pearl. Zudem traut er Elizabeth Swann und Will Turner miteinander, während er gleichzeitig gegen Jelly, Urchin und mehrere Soldaten der East India Trading Company kämpft. Am Ende des Films lässt Barbossa Jack und Mr. Gibbs in einem Hafen (vermutlich Tortuga) zurück, um mit der Besatzung der Pearl auf eigene Faust den Jungbrunnen zu finden.
Zwischen dem dritten und vierten Teil verlor Barbossa die Pearl und sein Bein bei einem Kampf gegen Blackbeard, weshalb er ein (mit Rum gefülltes) Holzbein trägt und von Rachsucht geplagt zur Royal Navy ging. Barbossa nutzt die Suche nach dem Jungbrunnen aus, um Blackbeard zu töten, der dies durch eine Prophezeiung voraussieht. Barbossas Methoden bei der Suche schwanken zwischen einer neuen Art der Loyalität gegenüber der Krone und piratenartigen Reaktionen wie der ungerührten Beobachtung der Vernichtung seines Schiffs und der Mannschaft durch Meerjungfrauen. Am Jungbrunnen angekommen, kann Barbossa Blackbeard mit einer giftigen Klinge tödlich verletzen. Er übernimmt dessen Schiff und desertiert aus der Royal Navy, nun wieder der alte Pirat.
Im Salazars Rache entpuppt sich Carina Smyth als seine Tochter.

##### Davy Jones
Davy Jones’ Geschichte und Vergangenheit bilden die Grundlage des zweiten und dritten Teils der Serie. Davy Jones entstammt ursprünglich alten Seemannslegenden und soll eine Art Teufel der Meere sein. Als Davy Jones’ Reich wurde der Ort bezeichnet, an den Seeleute nach ihrem Ableben kommen. Im Film macht Davy Jones sterbenden Matrosen das Angebot, den Tod zu verschieben und stattdessen hundert Jahre Sklave seiner Mannschaft zu sein.
Davy Jones ist Kapitän der Flying Dutchman, einem alten Geisterschiff, sowie Beherrscher des Kraken, einem Meeresungeheuer, das mit den Kopffüßern verwandt ist und von Bill Turner einmal auch Leviathan genannt wird. Beide besitzen ungeheuere Kräfte, die allein Jones nutzen kann.
Davy Jones war einmal ein ganz gewöhnlicher Seemann, der sich in die Meeresgöttin Calypso verliebte und von ihr den Auftrag bekam, die Seelen verstorbener Seeleute sicher ins Reich der Toten zu geleiten. Dabei darf er nur alle zehn Jahre an Land gehen. Als das erste Jahrzehnt vorüber war und Calypso nicht am vereinbarten Treffpunkt erschien, wandte Davy Jones sich von seiner Aufgabe ab. Die Göttin verdammte ihn daraufhin, und Davy wurde zu einer Art Meeresungeheuer. Er trägt einen muschelbesetzten Hut, unter dem sein Kopf eine sackartige Ausbuchtung, ähnlich demjenigen der Kopffüßer, aufweist. In seinem Gesicht sprießt eine Art Bart aus unzähligen Tentakeln, die ein Eigenleben zu führen scheinen, aber dennoch von Jones gesteuert werden können. Auch seine rechte Hand ist ein Tentakel. Die linke, weniger verwendete ist eine Krebsschere. Jones’ rechtes Bein ist aus einem zugespitzten Walknochen gefertigt, aber dennoch uneingeschränkt beweglich.
Davy Jones erscheint bei Matrosen, wenn diesen der Tod bevorsteht, und bietet ihnen eine Anstellung auf der Flying Dutchman als Alternative. Die meisten Männer willigen hier ein, doch wer in die Besatzung aufgenommen wird, vergisst mit der Zeit alles aus seinem früheren Leben und beginnt sich auch körperlich zu verwandeln. Fast alle aus der Mannschaft der Dutchman haben sich mit der Zeit das Aussehen oder sogar den biologischen Aufbau eines Meerestiers angeeignet, sind mit Gegenständen oder sogar anderen Matrosen zusammengewachsen.
Davy Jones hat sein lebendiges Herz aus dem Körper geschnitten und in einer Truhe verstaut. Die Jagd auf das Herz und die dazugehörigen Beweggründe der einzelnen Protagonisten bilden die Haupthandlung des zweiten Teils. Wer das Herz besitzt, darf Davy Jones Befehle erteilen, die dieser widerspruchslos erfüllen muss. Wenn dem Herz Schaden zugefügt wird, tritt der Tod von Davy Jones ein. In diesem Fall muss der „Mörder“ sich selbst das Herz entfernen und Jones’ Platz einnehmen. Das Herz fällt am Ende des zweiten Teils in die Hände von Lord Cutler Beckett, der Jones zwingt, Piratenschiffe anzugreifen und zu versenken. Später tötet Jack Sparrow Davy Jones, wozu er jedoch Turners Hand benutzt. Dadurch wird Turner der neue Kapitän, und Schiff und Mannschaft verlieren sämtliches Seegetier. Turner muss sich nun der Aufgabe stellen, die Seelen der Verstorbenen überzusetzen, wie es Jones hätte tun sollen.
Jones hob auf Jack Sparrows Wunsch die HMS Wicked Wench als Black Pearl vom Meeresgrund. Im Gegenzug musste Sparrow 13 Jahre später seine Seele an Jones übergeben. Jones’ Gehilfe war lange Zeit der Krake, ein Meeresungeheuer, das Schiffe in die Tiefe ziehen kann und beschworen wird, indem die Männer der Flying Dutchman den sogenannten „Krakenhammer“ auf dem Deck des Schiffes in die Höhe drehen. Beckett, der den Kraken als eventuelle Gefahr ansah, befahl Jones, das Tier zu töten.
Jones half dem ersten Hohen Rat der Bruderschaft, Calypso an einen sterblichen Körper zu binden, was er als Rache ansah. Als die Göttin ihn im dritten Teil berührte, nahm Jones kurzzeitig wieder sein menschliches Aussehen an. Jones spielt auf seiner korallenbewachsenen Orgel gerne sein Charakter-Thema, wozu er beide „Hände“ sowie alle seine Tentakel benutzt. An den Würfelspielen seiner Mannschaft beteiligt er sich kaum.
Davy Jones wird von dem britischen Schauspieler Bill Nighy per Motion-Capture-Technik dargestellt. Auch bei der Mannschaft seines Schiffes wurde diese Technik eingesetzt. In der kurzen Szene, in der Jones menschlich aussieht, wurde er natürlich ebenfalls von Nighy verkörpert.

##### Cutler Beckett
Der Antagonist der bisherigen Serie ist ein angesehener britischer Adliger und Vorsitzender der Britischen Ostindien-Kompanie. Er ist einflussreich und gebildet und hatte offenbar in der Vergangenheit mit Gouverneur Swann zu tun. Es ist bekannt, dass er vor der Vorgeschichte des ersten Teils Jack Sparrow damit beauftragte, Waren von Afrika in die Neue Welt zu liefern. Als Sparrow dahinterkam, dass es sich dabei um farbige Sklaven handelte, ließ er sie frei. Dies erzürnte Lord Beckett, so dass er Sparrow als Piraten brandmarken ließ und sein Schiff „HMS Wicked Wench“ verbrennen und versenken ließ.
Beckett taucht erstmals im zweiten Teil auf, in dem er Elizabeth Swann und William Turner an ihrem Hochzeitstag verhaften ließ. Er stellte sich dabei über Gouverneur Swann und konnte somit die Herrschaft über Port Royal erlangen. Weiterhin beauftragte (oder zwang) er Will, ihm einen Kompass zu bringen, welcher Jack Sparrow gehört. Beckett erhoffte sich, damit das Herz von Davy Jones zu finden, um die Weltmeere beherrschen zu können.
Im Verlauf des Films entzieht Beckett dem Gouverneur seine Autorität und seinen Einfluss und bekommt schließlich das Herz selbst von James Norrington übergeben, den er dafür im Range eines Admirals in die East India Trading Company aufnimmt. Beckett beginnt daraufhin mit offiziellen und inoffiziellen Massenhinrichtungen von Piraten, wobei letztere durch die Flying Dutchman erfolgen.
Wie es sich Beckett erhofft hat, lässt Hector Barbossa daraufhin den Hohen Rat der Bruderschaft einberufen. Lord Beckett schließt einen Handel mit Sao Feng, um an die Black Pearl zu gelangen, und ruft außerdem Jack Sparrow in seine Kapitänskajüte. Er beschließt mit dem eben gerade wiedergeborenen Piraten, dass Sparrow die Piratenfürsten an die EITC ausliefern und Beckett ihn im Gegenzug vor Davy Jones beschützen soll. Um sich nicht die Finger schmutzig zu machen, lässt Sparrow Will Turner eine Spur legen, die Beckett zur „Schiffbruchs-Bay“ führen soll. Als dies nicht funktioniert, übergibt Turner Beckett den magischen Kompass, der ihm den Rest des Weges zeigt.
Vor der Schiffbruchs-Insel trifft Lord Beckett sich mit den Vertretern des Hohen Rates auf einer Sandbank und offenbart, dass eigentlich Jack die Piraten verraten hat. Außerdem kündigt er an, alle Piraten in der Schlacht zu töten.
Nachdem die Flying Dutchman nach Davy Jones’ Tod gesunken ist, nimmt Beckett mit seinem Flaggschiff Endeavour Fahrt auf, um die Black Pearl zu versenken. Die Dutchman taucht jedoch unter Will Turners Kommando wieder auf und greift gemeinsam mit der Pearl die Endeavour an. Lord Cutler Beckett ist zu überrascht und erschrocken über die plötzliche Wende, um zu reagieren, und gibt keine Befehle mehr. Während die Mannschaft das Schiff verzweifelt aufgibt, schreitet er, in Zeitlupe und von dramatischer Musik untermalt, vollkommen ruhig den Niedergang zum Hauptdeck herab, ehe eine Explosion des Pulvermagazins ihn endgültig tötet. Becketts Leichnam fällt auf eine im Wasser treibende Flagge der EITC.

##### Joshamee Gibbs
Der fast immer nur „Mr. Gibbs“ genannte Mann ist ein erfahrener, ziemlich abergläubischer Seebär und bester Freund von Jack Sparrow. Gibbs vermittelt oft Hintergrundwissen an das Publikum oder andere Charaktere, so ist zum Beispiel der Zuschauer von Fluch der Karibik 2 nicht genau über Davy Jones und den Kraken informiert, bis Gibbs Will Turner davon erzählt.
Gibbs war ursprünglich Bootsmann der Royal Navy und auch auf der HMS Dauntless, als diese von England nach Jamaika segelte. Elizabeth Swann, die damals noch ein Kind war, fürchtete sich vor dem alten Schwarzseher, der fest an seiner Behauptung hing, eine Frau an Bord bringe Unglück, egal wie jung sie sei.
Sparrow und Turner suchen Gibbs in Tortuga auf, wo er ihnen eine Schiffsmannschaft für die Interceptor zusammenstellt. Er begleitet sie auch zur Isla de Muerta und ist an der Schlacht gegen die Black Pearl beteiligt. Im zweiten und dritten Teil der Serie ist Gibbs Erster Maat auf der Black Pearl und scheint nach wie vor ein gutes Verhältnis zu Sparrow und einen starken Aberglauben zu haben. Mit Marty, Pintel, Ragetti und Cotton bildet er ein Gespann, auf das man sich immer verlassen kann. Schließlich wird er zusammen mit Jack in einem Hafen zurückgelassen. Sparrow macht sich danach jedoch ohne Gibbs auf den Weg, um den Jungbrunnen zu finden.
Zu Beginn des vierten Films trifft Gibbs in London wieder auf Jack, der noch immer auf der Suche nach der Quelle zu sein scheint. Gibbs wird von der Royal Navy gefangen genommen, entzieht sich aber seiner Exekution, indem er die benötigten Seekarten verbrennt und somit nur der Kurs in seinem Gedächtnis verbleibt. Gibbs begleitet den jetzigen Marinecaptain Barbossa auf der Suche und wird schließlich beim Aufschließen zu Sparrows und Blackbeards Gruppe mit Jacks Kompass entlassen. Gibbs nutzt diesen, um die Black Pearl und andere Flaschenschiffe aus Blackbeards Sammlung zu stehlen, und bildet zum Schluss wieder ein Team mit Jack.

##### William „Stiefelriemen-Bill“ Turner
William Turner, von den meisten nur „Stiefelriemen-Bill“ genannt, ist der Vater des gleichnamigen Protagonisten. Er taucht im zweiten und dritten Teil auf, nachdem er im ersten Film bereits eine wichtige Rolle gespielt hat, ohne selbst aufzutreten. Unter Piraten ist Bill Turner relativ bekannt. Er diente als Matrose unter Jack Sparrow und beteiligte sich auch an der Meuterei gegen ihn. Er bereute diese Handlung jedoch und lehnte sich gegen den Anstifter Barbossa auf, der ihn bestrafte, indem er Bill an eine Kanone fesselte und diese im Meer versenkte.
Durch den Fluch konnte Bill Turner nicht sterben und war sozusagen einem permanenten Ertrinken ausgeliefert. Irgendwann in der folgenden Zeitspanne von zehn Jahren – wann genau ist nicht bekannt – tauchte Davy Jones bei ihm auf und machte ihm das Angebot, der Besatzung der Flying Dutchman beizutreten. Stiefelriemen-Bill nahm an und war somit für hundert Jahre Sklave auf der Dutchman.
Wie auch seine Schiffskameraden ist auch Bill mit der Zeit mehr und mehr eine Kreatur der See geworden. Da er noch nicht sonderlich lange auf der Flying Dutchman dient, ist dieser Verwandlungsprozess jedoch noch nicht sehr stark fortgeschritten. Turner hat Seetang im Haar, Muscheln, Meeresschnecken und einen Seestern im Gesicht sowie Korallen an der Schulter. Im Verlauf der Filme lagert sich immer mehr Meeresgetier auf Bills Körper ab. Davy Jones schickt Bill zu Jack Sparrow, um ihn an den gemeinsamen Handel zu erinnern, der fällig ist. Turner „brandmarkt“ Sparrow mit dem „Schwarzen Mal“, was den Kraken auf die Suche nach diesem schickt.
Bill Turner soll während eines Sturmes die Masttakelage sichern, trifft dann jedoch überraschend auf seinen Sohn und lässt das Tau los, was zum Absturz einer Kanone führt, welche an Seilzügen gehangen hat. Der Bootsmeister Jimmy Legs macht den jüngeren William Turner dafür verantwortlich und will ihn mit fünf Peitschenhieben bestrafen. Bill fordert daraufhin, dass ihn die Strafe treffen soll. Stattdessen zwingen Legs und Davy Jones ihn, die Schläge selbst auszuführen, was Stiefelriemen versucht sanft zu tun. Später erklärt er, er habe aus reiner Nächstenliebe gehandelt, da Legs sich damit brüste, mit jedem Schlag das Fleisch von den Knochen zu trennen.
Bill Turner mischt sich in ein Würfelspiel mit hohem Einsatz zwischen seinem Sohn und Davy Jones ein und verliert absichtlich, um Will eine ewige Versklavung auf der Flying Dutchman zu ersparen. Er verhilft seinem Sohn zur Flucht und wird deswegen in eine Zelle unter Deck gesperrt, in der ihn Elizabeth im dritten Teil auffindet, als sie ebenfalls auf der Dutchman festgesetzt wird. Turner ist mittlerweile von mehr Korallen bewachsen, leidet an Schwund des Kurzzeitgedächtnisses und beginnt mit der Bordwand zu verschmelzen, wie es mit dem alten Seemann Wyvern passiert ist. Er entflieht der Zelle, als Elizabeths Mannschaft ebenfalls entwischen kann. Bill bemerkt deren Flucht, schlägt Alarm und ermordet in einem plötzlichen Anfall von Treue gegenüber Davy Jones James Norrington.
Als die Flying Dutchman im Rahmen der großen Schlacht am Ende des Films geentert wird, attackiert Stiefelriemen seinen eigenen Sohn, den er nicht mehr erkennt. Als Will Turner jedoch von Davy Jones getötet wird, liefert sich Bill einen Kampf mit dem Captain. Nachdem Jones verstorben ist, erhält auch Bill seine alte Gestalt zurück. Er bekommt von seinem Sohn das Angebot, die Dutchman zu verlassen, dient jedoch freiwillig weiter.

##### Pintel und Ragetti
Pintel und Ragetti sind zwei etwas dümmliche Piraten, die zu den Anhängern Hector Barbossas und zeitweilig auch Jack Sparrows zählen.
Das Duo besteht einerseits aus dem jungen Ragetti, der deutlich dümmer ist als sein „Kollege“. Ragetti hat ein hölzernes Auge, welches nicht richtig passt. Pro Film gibt es mindestens eine Szene, in der Ragetti seinem über Deck rollenden Auge auf allen vieren nachsetzt. Meist muss er sich dabei noch mit Barbossas Affen Jack auseinandersetzen, welcher das Utensil stehlen will. Das Auge entpuppt sich als derjenige Gegenstand, der Barbossas Mitgliedschaft beim Hohen Rat beweist, seine sogenannte „Acht-Reales-Münze“. Als das Auge im Verlauf eines Rituales verbrannt wird, setzt sich Ragetti eine Augenklappe auf. Am Ende des dritten Teiles ist jedoch zu sehen, wie er sich ein neues Auge schnitzt.
Pintel ist ein älterer, missmutiger Griesgram und den Angaben seines Darstellers Lee Arenberg zufolge Ragettis Onkel. Obwohl er der intelligentere der beiden zu sein scheint, hat auch er – vor allem im dritten Teil – einen Hang zu kindischer Dummheit und sorgt für eine Reihe eher komischer Szenen.
Pintel und Ragetti waren beide an der Meuterei gegen Jack Sparrow beteiligt und wurden daraufhin ebenso vom Fluch des Aztekengoldes getroffen wie ihre Schiffskameraden. Bei ihrem ersten Auftritt in Fluch der Karibik sollten sie noch furchteinflößend wirken, wobei die beiden Elizabeth Swann entführen und Pintel den Diener des Gouverneurs ermordet. Später verfliegen ihre anfängliche Grausamkeit und ihre eher unheimlichen Auftritte mehr und mehr.
Die beiden werden in den Kerker von Port Royal gesperrt, können jedoch entkommen und nehmen den Gefängnishund Poochie mit. Sie wollen die Black Pearl kapern, was jedoch schiefgeht. Da es Jacks Mannschaft zu der Zeit an Mitgliedern fehlt, werden die beiden halbherzig aufgenommen, gehören jedoch bald zu den wichtigeren Mitgliedern und freunden sich auch mit Joshamee Gibbs an. Gegenüber früheren Gegnern wie Will Turner geben sie sich auffallend freundlich. Im dritten Teil sind sie eher tollpatschig und sollen für Auflockerung der Dramatik sorgen.

### Erfolg
Mit einem Gesamteinspielergebnis von 4.524,4 Millionen US-Dollar befindet sich die Pirates-of-the-Caribbean-Filmreihe auf Platz 12 der erfolgreichsten Filmreihen. Vier der Filme konnten unter die Top 100 der bisher finanziell erfolgreichsten Filme kommen. So befindet sich Pirates of the Caribbean – Fluch der Karibik 2 auf Platz 45 (Stand: 19. April 2025), Pirates of the Caribbean – Fremde Gezeiten auf Platz 48 (Stand: 19. April 2025), Pirates of the Caribbean – Am Ende der Welt auf Platz 67 (Stand: 19. April 2025) und Pirates of the Caribbean: Salazars Rache auf Platz 109 (Stand: 19. April 2025).
| Film                                           | Veröffentlichung (Deutschland) | Einspielergebnisse in US-Dollar | Einspielergebnisse in US-Dollar | Einspielergebnisse in US-Dollar | Budget in US-Dollar | Quelle |
| Film                                           | Veröffentlichung (Deutschland) | USA                             | Deutschland                     | Weltweit                        | Budget in US-Dollar | Quelle |
| ---------------------------------------------- | ------------------------------ | ------------------------------- | ------------------------------- | ------------------------------- | ------------------- | ------ |
| Fluch der Karibik                              | 2. Sep. 2003                   | 305.413.918                     | 44.650.393                      | 654.264.015                     | 140 Mio.            | [ 8 ]  |
| Pirates of the Caribbean – Fluch der Karibik 2 | 27. Jul. 2006                  | 423.315.812                     | 61.389.002                      | 1.066.179.7250                  | 225 Mio.            | [ 9 ]  |
| Pirates of the Caribbean – Am Ende der Welt    | 24. Mai 2007                   | 309.420.425                     | 59.421.928                      | 963.420.425                     | 300 Mio.            | [ 10 ] |
| Pirates of the Caribbean – Fremde Gezeiten     | 19. Mai 2011                   | 241.071.802                     | 62.438.491                      | 1.045.713.8020                  | 250 Mio.            | [ 11 ] |
| Pirates of the Caribbean: Salazars Rache       | 25. Mai 2017                   | 172.558.876                     | 31.526.868                      | 794.861.794                     | 230 Mio.            | [ 12 ] |
| Gesamt (Stand: 4. Januar 2019)                 | Gesamt (Stand: 4. Januar 2019) | 1.451.780.833                   | 259.426.682                     | 4.524.439.761                   | 1.145 Mio.          | [ 13 ] |

## Videospiele
Seit 1990 erschienen mindestens 14 Videospiele zu Pirates of the Caribbean. Sechs Spiele, basierend auf der Themenfahrt, sind jedoch mit anderen Disneymotiven und Disneycharakteren verbunden, sodass lediglich acht Spiele rein auf Pirates of the Caribbean basieren. Die ersten drei Filme haben jeweils ein offizielles Spiel zum Film, das offizielle Spiel zum vierten Film erschien noch nicht.
1990 erschien mit dem Spiel Disney Adventures in the Magic Kingdom. In dem Spiel gibt es sechs verschiedene Stages, eine davon die Pirates of the Caribbean, basierend auf der Themenfahrt. Dort ist es die Aufgabe des Spielers, sechs Dörfer auf einer Insel vor einem Piratenangriff zu retten. Zudem sind in dem Spiel die Disneylandattraktionen Autopia, The Haunted Mansion, Big Thunder Mountain und Space Mountain integriert. Die sechste Stage besteht aus einem Quiz, in dem der Spieler von Kindern über Disneyfilme beziehungsweise -charaktere befragt wird. Spielbar ist das Spiel lediglich mit dem Nintendo Entertainment System.
Das erste alleinige Spiel zu Pirates of the Caribbean erschien 2003 unter dem Namen Fluch der Karibik. Entwickelt von Akella und herausgegeben von Bethesda Softworks ist es für die Plattformen PC, Xbox und Mobiltelefone verfügbar. Das offizielle Spiel zu Fluch der Karibik, erschien 2003 unter demselben Titel als Prequel zum Film und war lediglich mit dem Game Boy Advance spielbar. Herausgeber des Spiels waren die Disney Interactive Studios und TDK Mediactive.
Zudem war noch das Spiel Pirates of the Caribbean: Armada of the Damned geplant, das von Propaganda Games entwickelt und von den Disney Interactive Studios für Xbox 360, PS3 und PC veröffentlicht werden sollte. Das Spiel wurde jedoch im Oktober 2010 gestrichen und die Musik wurde später in LEGO Pirates of the Caribbean: Das Videospiel hinzugefügt.
| Titel                                                | Jahr a | Entwickler                            | Herausgeber                                | SEGA Dreamcast              | Nintendo                    | Nintendo                    | Nintendo                    | Nintendo                    | Nintendo                    | Nintendo                    | Nintendo                    | Microsoft                   | Microsoft                   | Microsoft                   | Sony                        | Sony                        | Sony                        | Sony                        | Sony                        | PC                          | MAC                         | Mobil- telefon              |
| Titel                                                | Jahr a | Entwickler                            | Herausgeber                                | SEGA Dreamcast              | NES                         | SNES                        | Wii                         | GBC                         | DS                          | 3DS                         | GBA                         | XBOX                        | XBOX 360                    | XBOX ONE                    | PS1                         | PS2                         | PSP                         | PS3                         | PS4                         | PC                          | MAC                         | Mobil- telefon              |
| ---------------------------------------------------- | ------ | ------------------------------------- | ------------------------------------------ | --------------------------- | --------------------------- | --------------------------- | --------------------------- | --------------------------- | --------------------------- | --------------------------- | --------------------------- | --------------------------- | --------------------------- | --------------------------- | --------------------------- | --------------------------- | --------------------------- | --------------------------- | --------------------------- | --------------------------- | --------------------------- | --------------------------- |
| Disney Adventures in the Magic Kingdom b             | 1990   | Capcom                                | Capcom                                     |                             | Grünes Häkchensymbol für ja |                             |                             |                             |                             |                             |                             |                             |                             |                             |                             |                             |                             |                             |                             |                             |                             |                             |
| Mickey no Tokyo Disneyland Daiboken b                | 1994   | GRC                                   | Takara Tomy                                |                             |                             | Grünes Häkchensymbol für ja |                             |                             |                             |                             |                             |                             |                             |                             |                             |                             |                             |                             |                             |                             |                             |                             |
| Walt Disney World Explorer b                         | 1996   | Disney Interactive Studios            | Disney Interactive Studios                 |                             |                             |                             |                             |                             |                             |                             |                             |                             |                             |                             |                             |                             |                             |                             |                             | Grünes Häkchensymbol für ja |                             |                             |
| Walt Disney World Quest: Magical Racing Tour b       | 2000   | Crystal Dynamics                      | Eidos Interactive                          | Grünes Häkchensymbol für ja |                             |                             |                             | Grünes Häkchensymbol für ja |                             |                             |                             |                             |                             |                             | Grünes Häkchensymbol für ja |                             |                             |                             |                             | Grünes Häkchensymbol für ja |                             |                             |
| Fluch der Karibik                                    | 2003   | Akella                                | Bethesda Softworks                         |                             |                             |                             |                             |                             |                             |                             |                             | Grünes Häkchensymbol für ja |                             |                             |                             |                             |                             |                             |                             | Grünes Häkchensymbol für ja |                             | Grünes Häkchensymbol für ja |
| Fluch der Karibik                                    | 2003   |                                       | Disney Interactive Studios, TDK Mediactive |                             |                             |                             |                             |                             |                             |                             | Grünes Häkchensymbol für ja |                             |                             |                             |                             |                             |                             |                             |                             |                             |                             |                             |
| Kingdom Hearts II b                                  | 2005   | Square Enix                           | Square Enix, Disney Interactive Studios    |                             |                             |                             |                             |                             |                             |                             |                             |                             |                             |                             |                             | Grünes Häkchensymbol für ja |                             |                             |                             |                             |                             |                             |
| Pirates of the Caribbean: The Legend of Jack Sparrow | 2006   | 7 Studios, Disney Interactive Studios | Bethesda Softworks, Ubisoft                |                             |                             |                             |                             |                             |                             |                             |                             |                             |                             |                             |                             | Grünes Häkchensymbol für ja |                             |                             |                             | Grünes Häkchensymbol für ja |                             |                             |
| Pirates of the Caribbean Multiplayer Mobile          | 2006   | Floodgate Entertainment               | mDisney                                    |                             |                             |                             |                             |                             |                             |                             |                             |                             |                             |                             |                             |                             |                             |                             |                             |                             |                             | Grünes Häkchensymbol für ja |
| Pirates of the Caribbean – Fluch der Karibik 2       | 2006   | Griptonite Games, Amaze Entertainment | Disney Interactive Studios                 |                             |                             |                             |                             |                             | Grünes Häkchensymbol für ja |                             | Grünes Häkchensymbol für ja |                             |                             |                             |                             |                             | Grünes Häkchensymbol für ja |                             |                             |                             |                             |                             |
| Pirates of the Caribbean – Am Ende der Welt          | 2007   | Eurocom (Amaze Entertainment für DS)  | Disney Interactive Studios                 |                             |                             |                             | Grünes Häkchensymbol für ja |                             | Grünes Häkchensymbol für ja |                             |                             |                             | Grünes Häkchensymbol für ja |                             |                             | Grünes Häkchensymbol für ja | Grünes Häkchensymbol für ja | Grünes Häkchensymbol für ja |                             | Grünes Häkchensymbol für ja |                             |                             |
| Pirates of the Caribbean Online                      | 2007   | Disney Interactive Studios            | Disney Interactive Studios                 |                             |                             |                             |                             |                             |                             |                             |                             |                             |                             |                             |                             |                             |                             |                             |                             | Grünes Häkchensymbol für ja | Grünes Häkchensymbol für ja |                             |
| Lego Pirates of the Caribbean: Das Videospiel        | 2011   | Traveller’s Tales                     | Disney Interactive Studios                 |                             |                             |                             |                             |                             | Grünes Häkchensymbol für ja | Grünes Häkchensymbol für ja |                             |                             | Grünes Häkchensymbol für ja |                             |                             |                             | Grünes Häkchensymbol für ja | Grünes Häkchensymbol für ja |                             | Grünes Häkchensymbol für ja | Grünes Häkchensymbol für ja |                             |
| Kinect: Disneyland Adventures b                      | 2011   | Frontier Developments                 | Microsoft Game Studios                     |                             |                             |                             |                             |                             |                             |                             |                             |                             | Grünes Häkchensymbol für ja |                             |                             |                             |                             |                             |                             |                             |                             |                             |
| Kingdom Hearts III                                   | 2019   | Square Enix                           | Square Enix, Disney Interactive Studios    |                             |                             |                             |                             |                             |                             |                             |                             |                             |                             | Grünes Häkchensymbol für ja |                             |                             |                             |                             | Grünes Häkchensymbol für ja |                             |                             |                             |